# 金子扶生
金子 扶生（かねこ ふみ、1992年 - ）は、大阪府大阪市城東区出身のバレリーナである。英国ロイヤル・バレエ団に所属し、2021年にはダンサーの最高位であるプリンシパルに昇格した。

## 略歴
- 地主薫エコール・ド・バレエにて学ぶ。

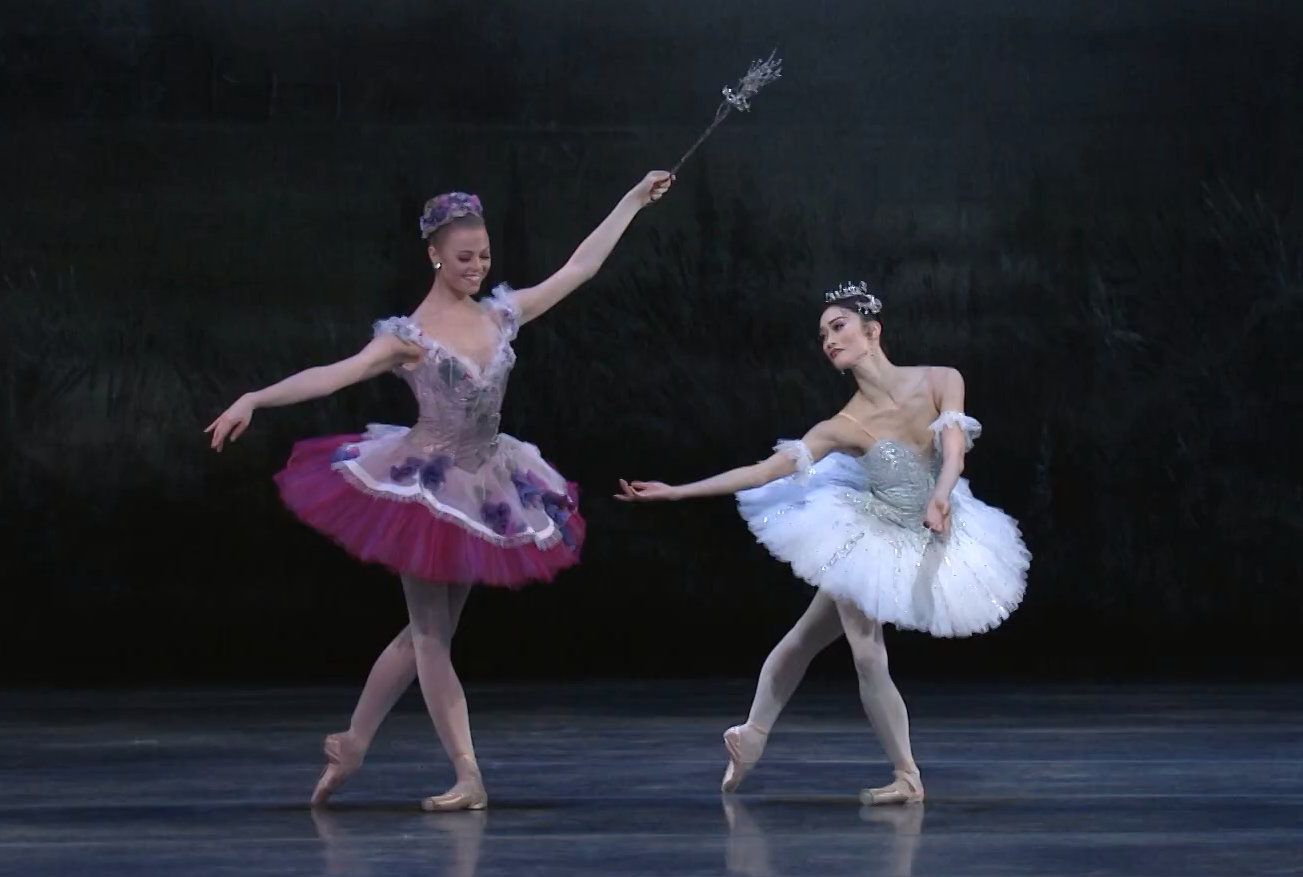
『眠れる森の美女』に出演する金子（右）

- 2008年、ヴァルナ国際バレエコンクールで金賞を受賞。
- 2009年、モスクワ国際バレエコンクールで銀賞を受賞。
- 2010年、USAジャクソン国際コンクールで銀賞を受賞。同年、地主薫バレエ団に入団、『くるみ割り人形』のクララ、金平糖の精、『ドン・キホーテ』のキトリなどメインとなる配役を務める。
- 2011年、英国ロイヤル・バレエ団に入団。2012年にソリスト、2018年にファースト・ソリストに昇進している[2]。2019年には『眠れる森の美女』のオーロラ姫役を担い、存在感を示した[3]。
- 2021年5月18日、ロイヤル・バレエ団は、金子を最高位のプリンシパルに昇格させると発表した[4]。同月20日、『ウィズイン・ザ・ゴールデン・アワー（英語版）』（クリストファー・ウィールドン振付）の舞台でプリンシパルとしてデビューした[5]。